# Mark Owuya
Mark Aloysius Opoya Owuya (* 18. Juli 1989 in Stockholm) ist ein schwedischer Eishockeytorwart mit russischem Pass, der zuletzt beim KHL Medveščak Zagreb  in der Kontinentalen Hockey-Liga (KHL) unter Vertrag stand. Sein Bruder Sebastian Owuya ist ebenfalls ein professioneller Eishockeyspieler.

## Karriere
Mark Owuya begann seine Karriere als Eishockeyspieler in seiner Heimatstadt in der Nachwuchsabteilung von Djurgårdens IF, für dessen Profimannschaft er von 2007 bis 2011 in der Elitserien, der höchsten schwedischen Spielklasse, aktiv war. Sein größter Erfolg mit der Mannschaft war die Vizemeisterschaft in der Saison 2009/10. 2010 nahm er mit seiner Mannschaft an der European Trophy teil und war der Torwart mit der besten Fangquote und des niedrigsten Gegentorschnitts des Turniers. In der Saison 2010/11 wies er in der Hauptrunde mit 92,7 Prozent die beste Fangquote aller Elitserien-Torwärte auf, während sein Gegentorschnitt bei seinen 32 Einsätzen bei 2.18 Toren pro Spiel lag. In den Playoffs konnte er sich bei seinen sieben Einsätzen sogar auf eine Fangquote von 93,4 Prozent steigern und seinen Gegentorschnitt auf 1.66 Tore pro Spiel senken.
Im April 2011 wurde Owuya von den Toronto Maple Leafs aus der National Hockey League verpflichtet, für deren Farmteams Toronto Marlies aus der American Hockey League und Reading Royals aus der ECHL er bis 2013 spielte. Anschließend war er vereinslos, ehe er im Dezember 2013 vom Luleå HF verpflichtet wurde.
Im Februar 2014 betrat er während eines Dopingtests die Kabine zur Urinabgabe ohne Kontrolleur und wurde daraufhin vom schwedischen Sportverband für ein Jahr gesperrt, obgleich die Probe negativ war. Owuya ging gegen dieses Urteil in berufung und wurde im September 2014 freigesprochen. Aufgrund seiner Sperre hatte sein Verein, Luleå HF, Ersatz für Owuya verpflichtet, so dass er in der Saison 2014/15 nicht zum Einsatz kam. Zudem äußerte Owuya den Wunsch, in die Kontinentale Hockey-Liga zu wechseln. Im November 2014 erhielt er einen Probevertrag beim KHL Medveščak Zagreb aus eben jener KHL und wurde einen Monat später bis zum Saisonende verpflichtet.

### International
Für Schweden nahm Owuya an der U18-Junioren-Weltmeisterschaft 2007 und der U20-Junioren-Weltmeisterschaft 2009 teil. Bei der U18-WM 2007 gewann er mit seiner Mannschaft die Bronze-, bei der U20-WM 2009 die Silbermedaille.

## Erfolge und Auszeichnungen
- 2010 Schwedischer Vizemeister mit Djurgårdens IF
- 2010 Niedrigster Gegentorschnitt der European Trophy
- 2010 Beste Fangquote der European Trophy
- 2011 Beste Fangquote der Elitserien
- 2013 Kelly-Cup-Gewinn mit den Reading Royals

### International
- 2007 Bronzemedaille bei der U18-Junioren-Weltmeisterschaft
- 2009 Silbermedaille bei der U20-Junioren-Weltmeisterschaft